# N.O.H.A.
N.O.H.A. (Noise of Human Art) je česko-americká hudební skupina hrající drum and bass a world music. Skupina byla založena členy Philipem Nohou a MC Chevy (Chevalier Hadley) v roce 1995.

## Skupina
Skupina N.O.H.A. je složena z muzikantů z mnoha zemí. Věnuje se variacím žánru drum and bass a je známa živelnými živými vystoupeními. Po odchodu zpěvačky Minervy se s ní skupina soudila o značku skupiny a její užití.

## Vystoupení
Skupina za dobu svého působení účinkovala na mnoha festivalech jako Eurospotting-Kopenhagen (DK), Bourges Festival (F), Roxy-Istanbul (TR), Electronic Beats Festival (supporting Prodigy) (CZ), Roots Festival-Amsterdam, Espantapitas Festival (ES), Rock for People (CZ), Exit (SER), Pohoda (SK), Colours of Ostrava (CZ), PopKomm (DE), Rolling Stone Roadshow, Bizarre Festival (DE), Nancy-Jazz Festival (F), Beats for Love (CZ), Rockový Slunovrat (CZ) atd.

## Diskografie
Alba
- 1997: Noise Of Human Art
- 2001: No Slack
- 2003: Next Plateau
- 2004: Dive in your life
- 2010: Respect The Menu
- 2013: Circus Underground[4]
- 2020: Process of Living